# 维鲁姆站
维鲁姆站（丹麥語：Virum Station）是西兰岛北线铁路的一座中途站，位于丹麦首都大区靈比-措拜克市鎮维鲁姆。现由丹麦国家铁路下属的哥本哈根市郊铁路使用。 1928年10月1日启用，1936年5月15日搬至现址。

## 图片集

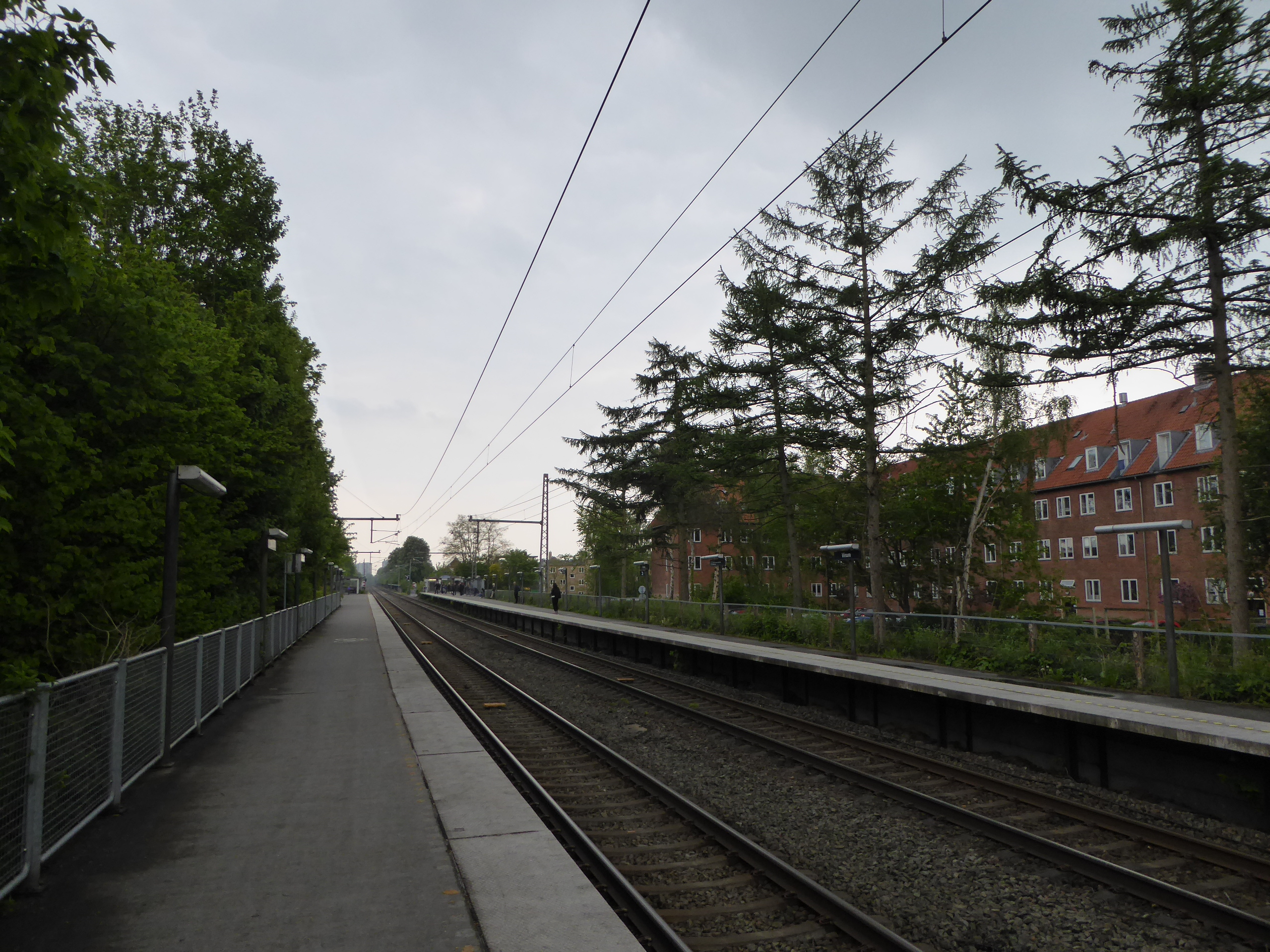
站台一角
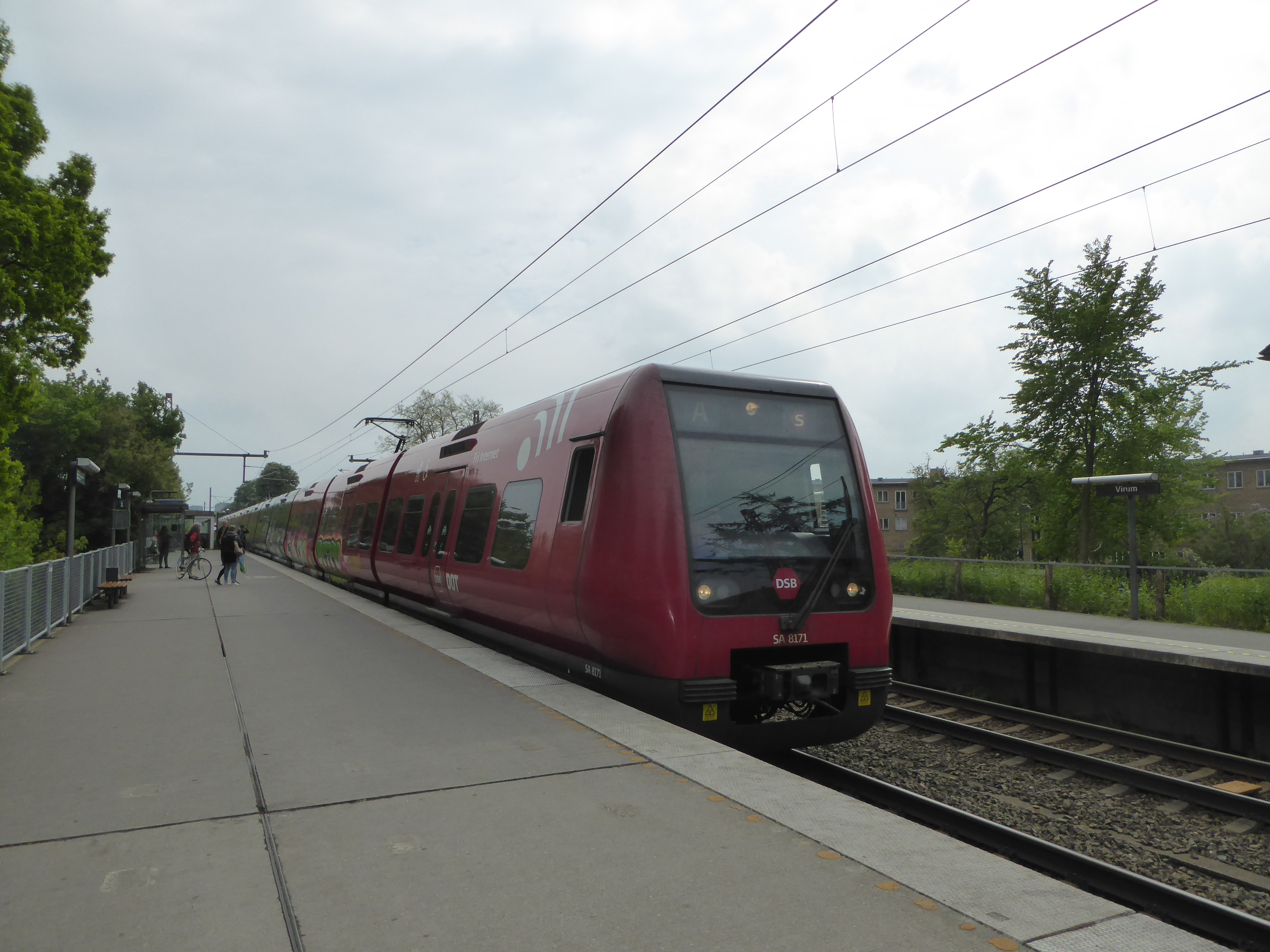
哥本哈根市郊铁路A线列车停靠本站
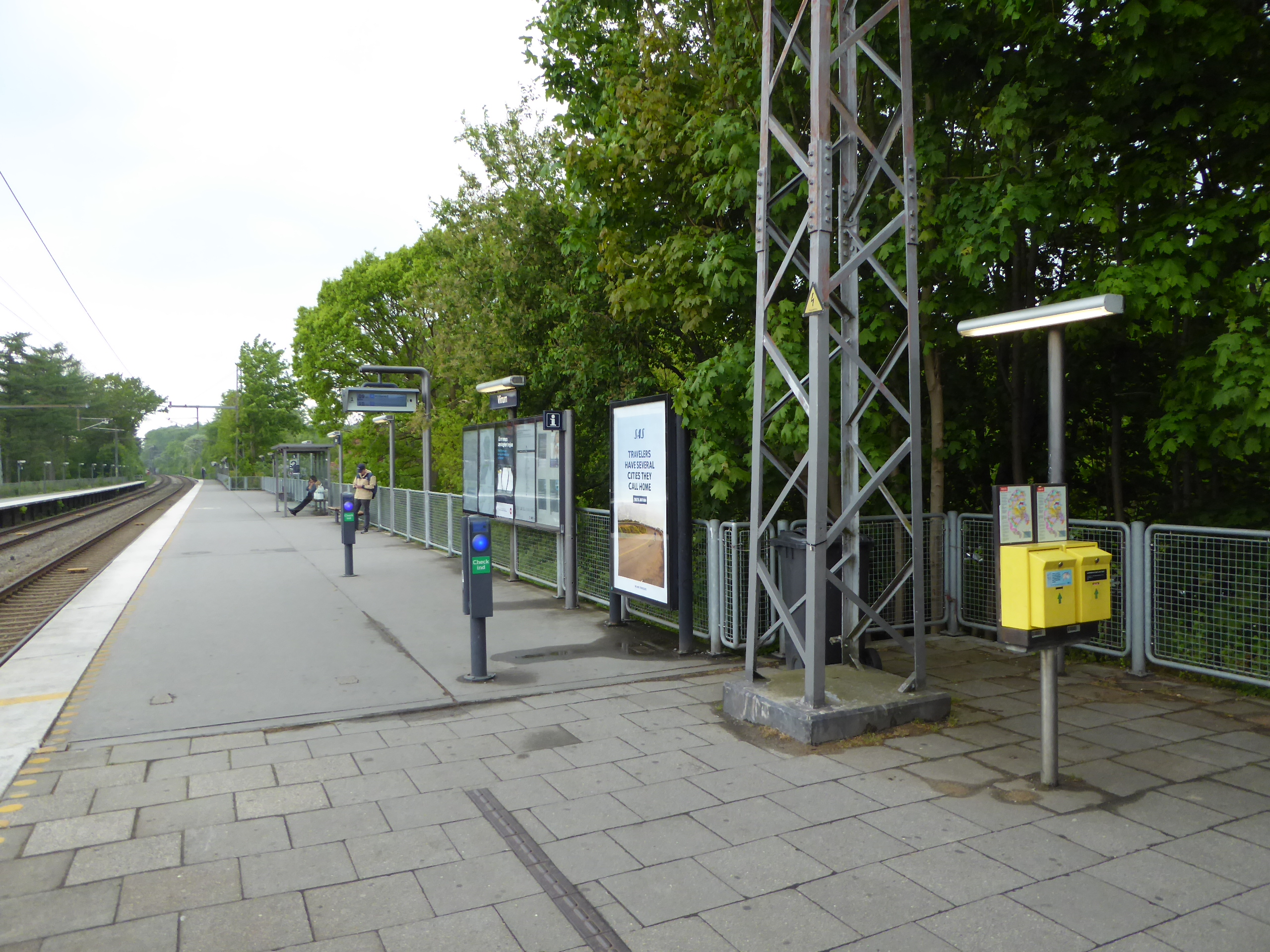
自动售票机
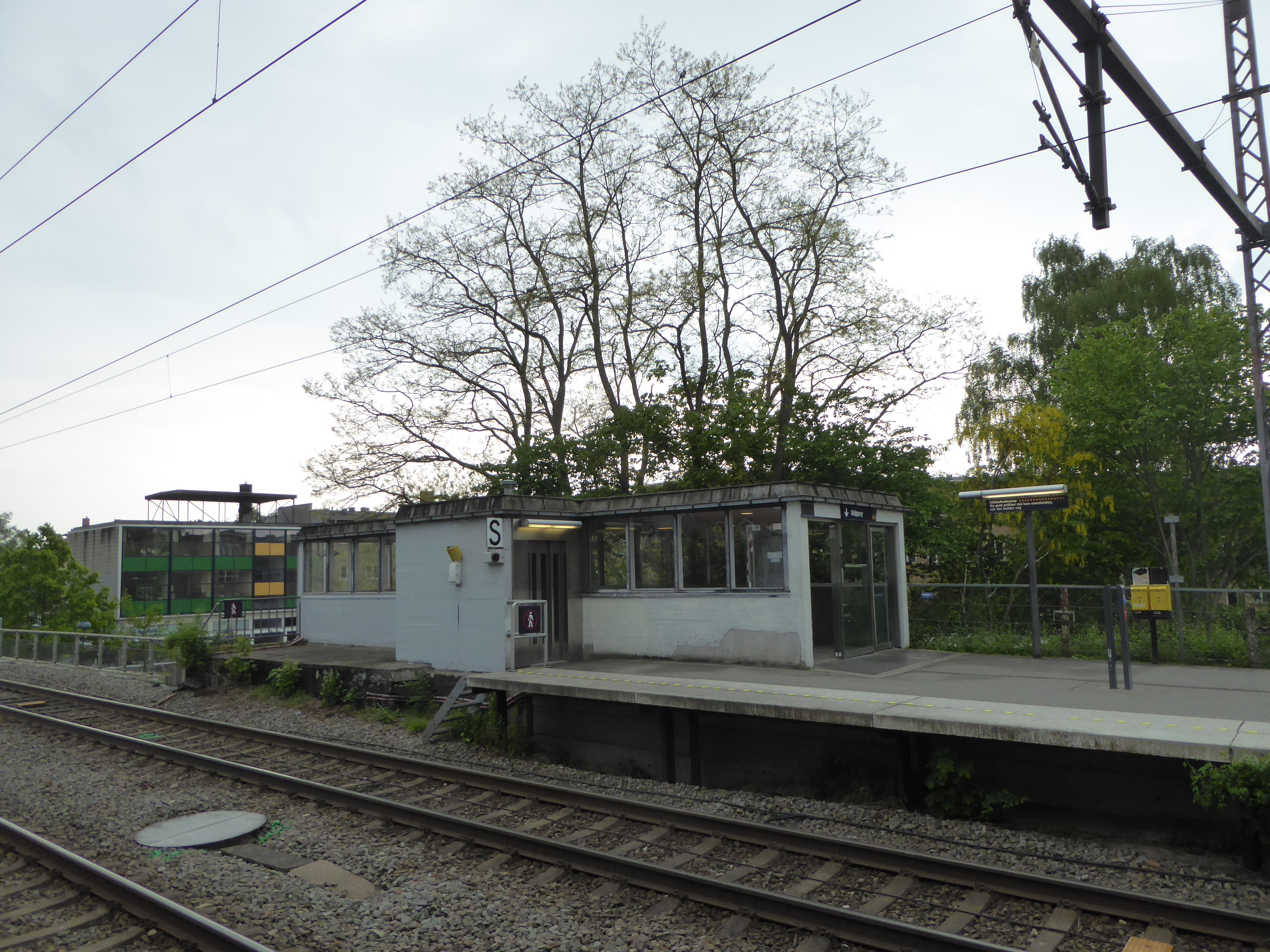
地道口
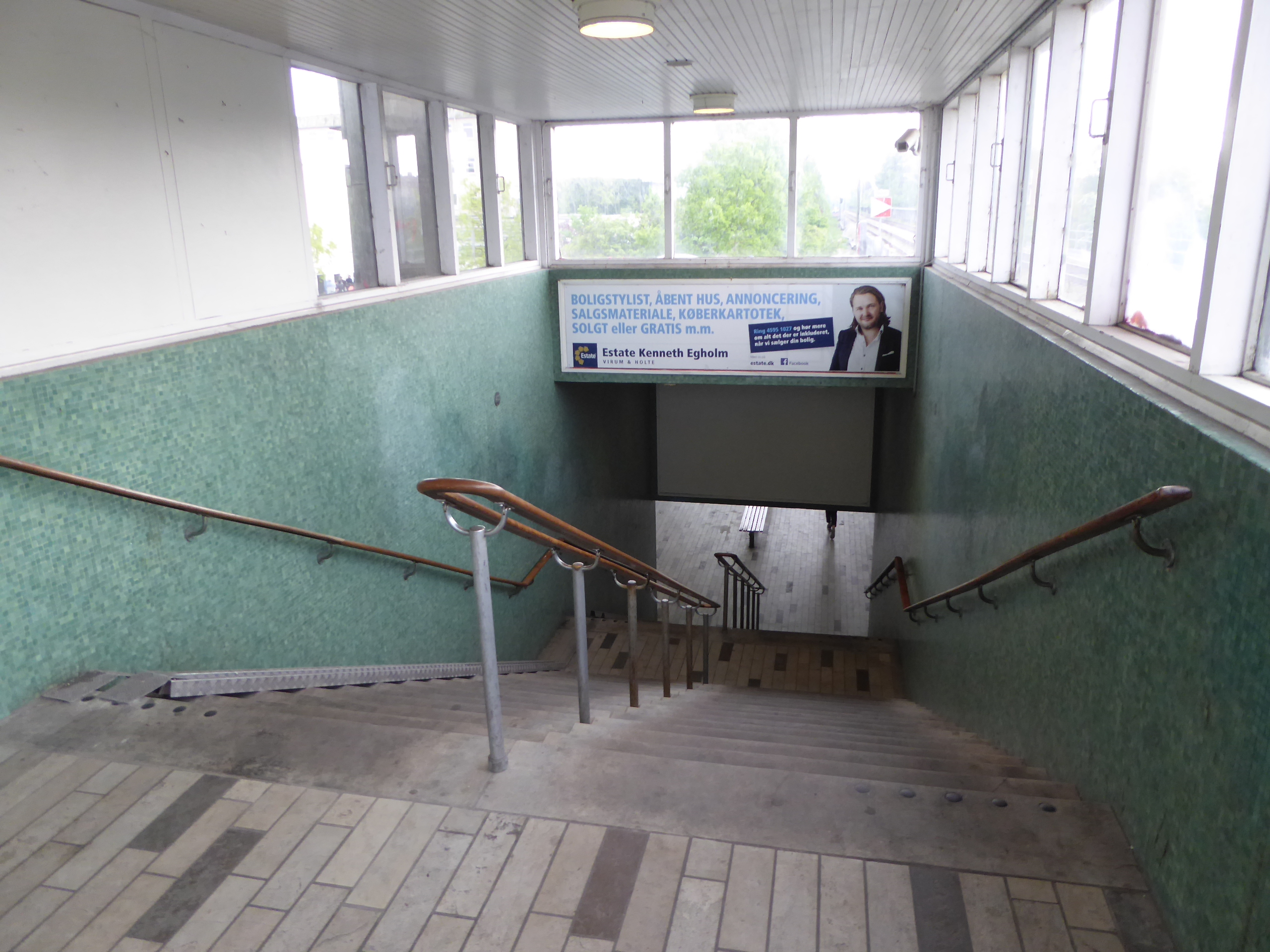
地道楼梯
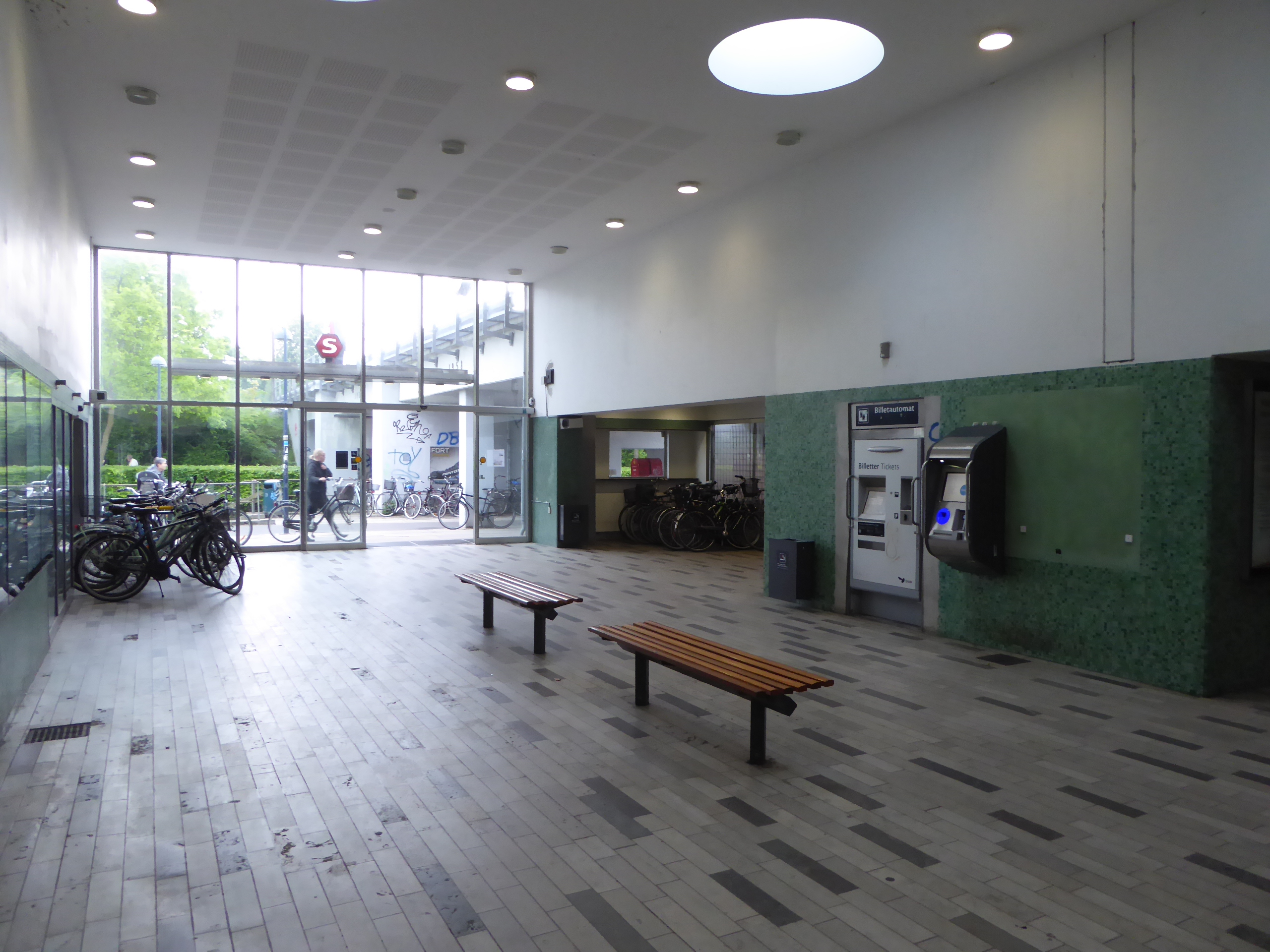
车站大堂

## 外部連結
- 丹麦国家铁路官网对本站的介绍 （页面存档备份，存于）（丹麦文）